# Позајмно одељење Библиотеке Бора Станковић у Врању
Позајмно одељење Библиотеке Бора Станковић у Врању или ”Одељење за одрасле” највећи је фонд Јавне библиотеке Бора Станковић у Врању по броју књига. По COBISS-u има их 38.226, а са онима које нису унете у електронски каталог више од 60.000 књига.

## О одељењу
Позајмно одељење пружа услуге корисницима старијим од четрнаест година. Осим по броју књига, највеће је и по броју чланова и прочитаним насловима. Књижни фонд од 38.226 књига (по COBISS-u), осим позамашним бројем, одликује се одличном структуром и заступљеношћу нових, актуелних наслова. Само у току 2023. фонд овог одељења обогаћен је за око 800 књига.
Број регистрованих корисника на годишњем нивоу је око 1.500, а број новорегистрованих више од 600. Број позајмљених књига  је око 17.000 годишње (домаћа и страна књижевност). Забележених посета у библиотечком програму има око 10.000 током године, а реално много више јер се свака посета не евидентира кроз систем. Чланови библиотеке могу и резервисати жељену књигу. Таквих резервација је између 250 и 300 годишње. Најчешће су то књиге из актуелне школске лектире.
Структура корисника је разноврсна. Око 250 чланова су средњошколци, око 200 студенти, а око 130 пензионери. Остатак уписаних чине запослени у различитим друштвеним делатностима (око 850).
На Позајмном одељењу врањске библиотеке редовно су изложени нови наслови. Организују се изложбе добитника значајних књижевних награда, изложбе књига поводом јубилеја и годишњица писаца, препоруке читалаца о прочитаним књигама, као и препоруке читаоцима шта да прочитају. Врањска библиотека често омогућава заинтересованима да по повлашћеним ценама постану чланови овог одељења на пример у време обележавања Светосавске недеље у јануару, Дана библиотеке у јуну, Дечје недеље у октобру и сл), а бесплатно чланство омогућава се члановима одређених удружења (Удружење оболелих од мултипле склерозе, Међуопштинска организација глувих и наглувих, члановима удружења Родитељство плус итд).

## Галерија
- На овом одељењу налази се око 60.000 књига
- На полицама Позајмног одељења налазе се и сабрана дела најзначајнијих српских писаца
- Неретко су у полицама заступљена дела завичајних аутора
- Најбројнији су наслови белетристике
- Чланови у холу испред одељења могу да погледају понуду најновијих наслова